# Fireworks & Rollerblades
Fireworks & Rollerblades es el álbum debut de estudio del cantautor estadounidense Benson Boone. Fue lanzado el 5 de abril de 2024, a través de Night Street y Warner Records. Debutó en el número uno en Noruega y en los primeros cinco puestos en Nueva Zelanda..

## Antecedentes y promoción
El 3 de marzo de 2023, mientras se lanzaba el sencillo «Sugar Sweet», Boone reveló que su álbum debut "estaría por llegar", pero no dijo cuándo exactamente, aunque se esperaba que se lanzara en 2023. El sencillo principal «Beautiful Things» fue lanzado el 18 de enero de 2024 y se convirtió en un éxito comercial instantáneo, alcanzando el número dos en el Billboard Hot 100 y el número uno en el UK Singles Chart. El 26 de enero se anunció una gira para promocionar el disco con el nombre Fireworks & Rollerblades Tour que se extenderá de abril a mayo de 2024 por América del Norte y luego continuará en Europa, el Reino Unido y Australia. El 21 de marzo, el cantante anunció el nombre del álbum, que sería Fireworks & Rollerblades y lanzó el segundo sencillo «Slow It Down», una "comoposición dolorosa impulsada por un piano". La canción presenta su "estilo inconfundible" y fue vista como una "demostración" de que Boone había encontrado su nicho.

## Rendimiento comercial
En su primera semana de lanzamiento, el álbum obtuvo 58.000 unidades equivalentes a álbumes en los EE. UU., debutando en el número seis en el Billboard 200.

## Lista de canciones
| Lista de canciones de Fireworks & Rollerblades |                     |                                                              |                                          |          |  |
| N.º                                            | Título              | Escritor(es)                                                 | Productor(es)                            | Duración |  |
| 1.                                             | «Intro»             | Benson Boone Jack LaFrantz Jason Suwito                      | Suwito                                   | 1:02     |  |
| 2.                                             | «Be Someone»        | Boone LaFrantz Suwito                                        | Suwito                                   | 3:44     |  |
| 3.                                             | «Slow It Down»      | Boone Jason Evigan Connor McDonough Riley McDonough LaFrantz | Evigan C. McDonough R. McDonough         | 2:41     |  |
| 4.                                             | «Beautiful Things»  | Boone LaFrantz Evan Blair                                    | Blair                                    | 3:00     |  |
| 5.                                             | «Cry»               | Boone LaFrantz Malay                                         | Malay                                    | 3:06     |  |
| 6.                                             | «Forever and a Day» | Boone LaFrantz Suwito                                        | Suwito                                   | 3:45     |  |
| 7.                                             | «In the Stars»      | Boone Evigan Michael Pollack                                 | Evigan Pollack Lionel Crasta Jackson Rau |          |  |
| 8.                                             | «Drunk in My Mind»  | Boone LaFrantz Suwito                                        | Suwito                                   | 3:47     |  |
| 9.                                             | «My Greatest Fear»  | Boone Imad Royal Nolan Sipe                                  | Royal Rayman on the Beat                 | 3:33     |  |
| 10.                                            | «There She Goes»    | Boone Ben Berger Ryan Rabin                                  | Captain Cuts                             | 3:24     |  |
| 11.                                            | «Hello Love»        | Boone LaFrantz TMS                                           | TMS                                      | 3:28     |  |
| 12.                                            | «Ghost Town»        | Boone JT Daly Sipe Tushar Apte                               | Daly                                     | 3:13     |  |
| 13.                                            | «Love of Mine»      | Boone David Hodges Steven Solomon                            | Hodges Solomon                           | 3:22     |  |
| 14.                                            | «Friend»            | Boone Farber LaFrantz Jon Levine Michael Matosic             | Farber Levine                            | 3:10     |  |
| 15.                                            | «What Do You Want»  | Boone Castle Andrew Jackson Suwito                           | Suwito                                   | 4:18     |  |
| 49:09                                          |                     |                                                              |                                          |          |  |

## Historial de versiones
| Región         | Fecha               | Formato(s)                    | Etiqueta            | Ref.   |
| -------------- | ------------------- | ----------------------------- | ------------------- | ------ |
| Varios         | 5 de abril de 2024  | LP Descarga digital Streaming | Night Street Warner | [ 9 ]  |
| Europa         | 12 de abril de 2024 | CD                            | Warner              | [ 10 ] |
| Australia      | 26 de abril de 2024 | CD                            | Warner              | [ 11 ] |
| Canadá         | 26 de abril de 2024 | CD                            | Warner              | [ 12 ] |
| Estados Unidos | 26 de abril de 2024 | CD                            | Warner              | [ 13 ] |